# Pierwszy rząd Gerharda Schrödera
Pierwszy rząd Gerharda Schrödera - 27 października 1998 do 22 października 2002.
| Funkcja | Imię i nazwisko | Partia             |
| --- | --- | ------------------ |
| Bundeskanzler - Kanclerz Federalny                                                                                           | Gerhard Schröder | SPD                |
| Stellvertreter des Bundeskanzlers - Wicekanclerz Federalny                                                                   | Joseph Fischer | Związek 90/Zieloni |
| Minister spraw zagranicznych                                                                                                 | Joseph Fischer | Z 90/Zieloni       |
| Minister spraw wewnętrznych                                                                                                  | Otto Schily | SPD                |
| Minister sprawiedliwości | Herta Däubler-Gmelin                                                                                                  | SPD                |
| Minister finansów | Oskar Lafontaine (do 11 marca 1999) Hans Eichel (od 12 kwietnia 1999)                                                 | SPD                |
| Minister gospodarki i technologii                                                                                            | Werner Müller | bezpartyjny        |
| Minister rolnictwa, polityki żywnościowej i ochrony konsumentów do stycznia 2001: Minister rolnictwa i polityki żywnościowej | Karl-Heinz Funke (do 12 stycznia 2001) Renate Künast                                                                  | SPD Z 90/Zieloni   |
| Minister pracy i polityki społecznej                                                                                         | Walter Riester | SPD                |
| Minister obrony | Rudolf Scharping (do 19 lipca 2002) Peter Struck                                                                      | SPD                |
| Minister ds. rodziny, starszych obywateli, kobiet i młodzieży                                                                | Christine Bergmann | SPD                |
| Minister zdrowia | Andrea Fischer (do 12 stycznia 2001) Ulla Schmidt                                                                     | Z 90/Zieloni SPD   |
| Minister transportu i budownictwa                                                                                            | Franz Müntefering (do 29 września 1999) Reinhard Klimmt (do 16 listopada 2000) Kurt Bodewig (do 22 października 2002) | SPD                |
| Minister środowiska, ochrony zasobów naturalnych i bezpieczeństwa jądrowego                                                  | Jürgen Trittin | Z 90/Zieloni       |
| Minister edukacji i nauki | Edelgard Bulmahn | SPD                |
| Minister ds. współpracy gospodarczej i rozwoju                                                                               | Heidemarie Wieczorek-Zeul                                                                                             | SPD                |
| Minister ds. zadań specjalnych                                                                                               | Bodo Hombach (do 31 lipca 1999)                                                                                       | SPD                |